# Couleur locale
 (janvier 2025).
Si vous disposez d'ouvrages ou d'articles de référence ou si vous connaissez des sites web de qualité traitant du thème abordé ici, merci de compléter l'article en donnant les références utiles à sa vérifiabilité et en les liant à la section « Notes et références ».
Couleur locale, un téléfilm français réalisé par Coline Serreau et Samuel Tasinaje et diffusée en 2014. 

## Synopsis
Chef d'entreprise, veuve raciste et très ancrée à droite, Marianne Riblon ne vit que pour son travail et vise les prochaines municipales de sa commune. Sa fille, avec qui elle est en froid depuis la mort de son mari   et victime d'une leucémie, lui annonce qu'elle est grand-mère. Marianne devra s'occuper de Nicolas, un garçon métis de 12 ans difficile qui n'accepte que les produits bio. À son contact, Marianne va devoir apprendre à ouvrir son esprit aux différences du monde qui l'entoure...

## Fiche technique
- Titre : Couleur locale
- Réalisation : Coline Serreau et Samuel Tasinaje
- Scénario : Coline Serreau
- Production : Serge Hugon et Philippe Schirrer
- Sociétés de production : Neutra Production, At Production, RTBF
- Genre : comédie
- Durée : 1h25 minutes
- Date de diffusion : 30 septembre 2014 sur France 3

## Distribution
- Isabelle Nanty : Marianne Riblon
- Valentin Bellegarde-Chappe : Nicolas Traoré, fils de Charlotte et petit-fils de Marianne
- Alexandre Medvedev : Ivan
- Christian Bouillette : le père Mignard
- Juliette Meyniac : Géraldine
- Diego Bordonaro : Armand
- Marie Piton : Catherine Verlomme
- Sarah Biasini : Charlotte Riblon, la fille de Marianne et mère de Nicolas
- Patrik Cottet-Moine : Didier Desfausses